# آرابلا فرشته سیاه
آرابلا فرشته سیاه (ایتالیایی: Arabella l'angelo nero) یک فیلم ترسناک جالوی ایتالیایی به کارگردانی استلویو ماسی است که در سال ۱۹۸۹ منتشر شد. داستان فیلم دربارهٔ یک زن متأهل ناراضی است که زندگی دوگانه‌ای دارد و مخفیانه به‌عنوان کارگر جنسی کار می‌کند. او ناخواسته مظنون اصلی تعدادی قتل می‌شود و خود تلاش می‌کند تا قاتل واقعی را پیدا کند. 

## گزیدۀ بازیگران
- تینی کانسینو
- رینا نیهاوس
- ایدا گالی
- کریستینا گاراوالیا